# 卡尔米尼亚诺
卡尔米尼亚诺（義大利語：Carmignano），是意大利普拉托省的一个市镇。总面积38.59平方公里，人口13984人，人口密度362.4人/平方公里（2009年）。